# Юг Тихого океана (фильм)
«Юг Тихого океана» (англ. South Pacific) — фильм-мюзикл 1958 года, экранизация одноимённого мюзикла Роджерса и Хаммерстайна по мотивам произведения Джеймса Миченера «Сказания юга Тихого океана». Режиссёр Джошуа Логан. В главных ролях Россано Брацци и Митци Гейнор.

## Сюжет
Действие фильма происходит во время Второй мировой войны, в 1943 году, на одном из островов в южной части Тихого океана, где дислоцирован отряд военно-морского флота США..
Медсестра американского флота Нелли Форбуш влюбляется во французского плантатора средних лет Эмиля Ле-Бека, в своё время, будучи обвинённым в убийстве, покинувшего свою страну. У него уже есть два ребёнка от полинезийской женщины, этот факт Нелли трудно принять.
Параллельно развивается ещё одна любовная история: лейтенант флота Кейбл влюбляется в дочку местного торговца молодую девушку по имени Лиат, но отказывается жениться на ней из-за цвета её кожи.
У Кейбла очень важная миссия: ему поручено выполнить важное шпионское задание, от успеха или неудачи которого может зависеть многое в войне с Японией. На острове, куда он должен будет отправиться, Ле-Бек раньше жил, поэтому американские офицеры уговаривают его им помочь.
Эта рискованная миссия перевернёт судьбы обеих любовных пар.